# Houvin-Houvigneul
Houvin-Houvigneul è un comune francese di 237 abitanti situato nel dipartimento del Passo di Calais nella regione dell'Alta Francia.

## Storia

### Simboli
L'effigie di san Crispino martire nello stemma di Houvin-Houvigneul, ricorda che il comune attuale venne creato nel 1856 dall'unione di due comunità che dipendevano dall'abbazia di Saint-Crépin-en-Chaye, presso Soissons.

## Società

### Evoluzione demografica
Abitanti censiti